# 格林韋爾冰川
格林韋爾冰川是南極洲的冰川，位於維多利亞地西北部，全長72公里，流經米拉比托山脈和埃弗雷特山脈之間，最終注入利利冰川，該冰川以美國海軍指揮官命名。
71°20′S 165°0′E / 71.333°S 165.000°E